# Бо Синцзянь
Бо Синцзя́нь (кит. 白行简, пиньинь Bái Xíngjiǎn; 776—826) — китайский писатель и поэт эпохи Тан, автор известной «Повести о красавице Ли» (кит. 李娃传, пиньинь Lǐ wá chuán), являющейся обработкой народного сказа, и новеллы-чуаньци «Три сна» (кит. 三梦记), в которой действуют брат писателя Бо Цзюйи и друзья-поэты Юань Чжэнь и Ли Шаочжи. Происходил из древнего, но обедневшего феодального рода. Находился на государственной службе. Обе новеллы в переводе О. Л. Фишман опубликованы в сборнике «Танские новеллы» (М., 1955).